# Теодосий Синаитски
Теодосий Синаитски е български духовник, книжовник и печатар, открил първата българска печатница в Солун около 1838 година.

## Биография
Теодосий Синаитски е роден със светското име Теохар Гогов във втората половина на XVIII век в големия български град Дойран, тогава в Османската империя. Учи в гръцко училище в Цариград, след което се връща в родния си град и е ръкоположен за свещеник. След смъртта на съпругата си става монах в Синайския манастир между 1821 – 1831 година, където през 1828 година е ръкоположен за архимандрит. През 1831 година е свещеник в солунската църква „Свети Мина“, след което като таксидиот на Синайския манастир обикаля българските земи и събира помощи за манастира. При пътуванията си се запознава с видните възрождeнци Кирил Пейчинович и Йордан Хаджиконстантинов Джинот. Бори се за утвърждаването на новобългарския език Спомага за отварянето на българска печатница в село Ваташа, Тиквешко.

### Солунска печатница
Теодосий Синаитски с помощта на митрополит Мелетий Солунски отваря към църквата „Свети Мина“ българска печатница в Солун, използва ръчната печатарска преса от печатницата на Даскал Камче във Ваташа, а буквите са изработени от руски емигрант букволеяр. Книжарницата вероятно е отворена в 1838 година, откогато е и първата запазена, отпечатана в нея книга. В писмо от 30 ноември 1838 година Неофит Рилски смята книжарницата за току-що отворена: „За тѵпографиіата Солунска искайте отъ киръ Христа Папа Василий Прокириксин що има за Θρησκεία τῶν Ἑβραίων ще да разумѣете, която е сега новосоставена, и щото заключите отъ нея, съобщете ми“. Христо Попвасилев вероятно е бил настоятел на печатницата и вероятно е имал обява за споменатата книга. Поп Темиля от солунското село Висока разказвал на Атанас Шопов, че в 1836 година, когато е бил ръкоположен в Солун за свещеник, се срещнал с архимандрит Теодосий в неговата печатница, като словослагател бил някой си Димитър. Натанаил Охридски в автобиографията си казва, че след като той и учителят му Георги Самуркашев превеждат на български книгата „Служение еврейско“ през май 1837 година, тръгват за Света гора, като дават превода си на Наум Лювчиев от Велес да го отпечата в Солун, където се чувало, че е отворена българска печатници.

### Книги, отпечатани в печатницата
В печатницата са отпечатани „Началное учение с молитви утренния славяноболгарский и греческия“ в 1838 и „Служение еврейско и все злотворение нихно“ – антисемитски памфлет, написан от монаха Неофит и преведен
| „ | во простий и краткий язик болгарский | “ |

от Натанаил Зографски в 1839 година. В същата година Теодосий Синаитски печата „Краткое описание двадесят монастирей обретающяся во Святой Гору Атонской“.
В същата 1839 година печатницата на хаджи Теодосий изгаря и е възстановена с паричната помощ на Кирил Пейчинович и на следващата 1840 година в нея е отпечатана книгата му „Книга глаголемая утешение грешним“. В предговора към „Утешение грешним“ Теодосий Синаитски казва, че тя е написана от Пейчинович на
| „ | прости язик болгарский Долния Миссии, Скопский и Тетовский да я чатат и простию народ да ублажает на таков православний учител | “ |

и прави възхвала на българския език като го сравнява с ключ от желязо и челик, който сигурно отваря народното сърце, за да възприеме тя светлината на истината.
В 1841 година Теодосий Синаитски печата „Книга за научение трих язиков славяноболгарский и греческия и карамалицкой“. Книгата представлява триезичен речник – български, гръцки и караманлийски, тоест турски и е предназначена не за религиозни, а за търговски нужди. Нов пожар в края на 1842 година или началото на 1843 година окончателно унищожава печатницата. Остатъците от нея според Арсени Костенцев са пренесени във Ваташа.
През януари 1845 година руският славист Виктор Григорович посещава Солун и вижда остатъците от „славянската типография... основана от местния българин Теодосий, архимандрит синайски в 1839 година“.
- Петте известни книги, отпечатани от Теодосий Синаитски
- „Началное учение с молитви утренния славяноболгарский и греческия“, 1838 г.
- „Служение еврейско и все злотворение нихно“, 1839 г.
- „Краткое описание двадесят монастирей обретающяся во Святой Гору Атонской“, 1839 г.
- Предисловие на Теодосий Синаитски към „Книга глаголемая утешение грешним“, 1840 г.
- „Книга за научение трих язиков славяноболгарский и греческия и карамалицкой“, 1841 г.

След унищожаването на печатницата Теодосий се връща в родния си Дойран и става воденичар във воденицата на синовете си, където умира затиснат от срутен покрив.
След девет години в 1852 година Киряк и Константин Държилови отново отварят българска печатница в Солун.

## Памет
На Теодосий Синаитски е наречена улица в квартал „Илинден“ в София (Карта).